# Канікули у Вегасі
«Канікули у Вегасі» (англ. Vegas Vacation) — американський комедійний фільм 1997 року режисера Стівена Кесслера. Продовження фільмів «Канікули» (1983), «Європейські канікули» (1985) та «Різдвяні канікули» (1989). Прем'єра відбулась 14 лютого 1997 року в США.

## Сюжет
Кларк Грізволд отримує премію перед відпусткою за розробку нового харчового консерванту. Щоб відсвяткувати подію, він вирішує відпочити із родиною у Лас-Вегасі. У Вегасі родину Грізволдів очікує багато незвичайних та кумедних пригод.

## У ролях
- Чеві Чейз — Кларк Грізволд
- Беверлі Д'Анджело — Еллен Грізволд
- Ітан Ембрі — Расті Грізволд
- Марісоль Ніколс — Одрі Грізволд
- Ренді Куейд — кузен Едді
- Джері Вайнтравб — Джиллі з Філадельфії
- Ларрі Генкін — священник
- Джеффрі Донован — працівник готелю
- Воллес Шон — круп'є
- Вейн Ньютон — камео
- Зігфрід і Рой — камео